# Anakelisia fasciata
Anakelisia fasciata är en insektsart som först beskrevs av Carl Ludwig Kirschbaum 1868.  Anakelisia fasciata ingår i släktet Anakelisia och familjen sporrstritar. Enligt den svenska rödlistan är arten sårbar i Sverige. Arten förekommer på Öland och Svealand. Artens livsmiljö är våtmarker, jordbrukslandskap. Inga underarter finns listade i Catalogue of Life.